# Herbergsrecht
Das Herbergsrecht oder Ablager war die Berechtigung auf Beherbergung, Verpflegung und Beförderung während einer Reise. Es stand geistlichen und weltlichen Herrschern oder ihren Amtsträgern inklusive des jeweiligen Gefolges zu. Das Privileg entwickelte sich im Europa des Mittelalters und stellte nicht selten eine drückende Last dar.
Außerhalb Deutschlands, so in Frankreich, Spanien und den nordischen Reichen, wurde das Herbergsrecht oft in eine Steuer umgewandelt. Dem deutschen König oblag es ab dem 12. Jahrhundert nur noch in Reichsstädten, -kirchen und -vogteien.
In den Reichsterritorien fiel den Landesherren das Herbergsrecht zu. Besonders an den Hauptverkehrsstraßen wurden viele Hintersassen dazu verpflichtet. Für die Mark Brandenburg arbeitete Lieselott Enders heraus: Das anfangs landesherrliche Ablager ging mittels Belehnung und widerrechtlicher Aneignung zunehmend an andere Grundherren über. In der Frühneuzeit war es faktisch privatisiert, diente rein persönlichen Zwecken und unterlag der Willkür des Besitzers des Privilegs. Prinzipiell verpflichtete die Gerechtsame Alle, der Adel konnte sich aber weitgehend von ihr befreien.
Innerhalb der römisch-katholischen Kirche genossen höhere Kleriker die freie Beherbergung durch niedere Geistliche. Zu dessen Entlastung verbot Papst Lucius III. 1184 den Kirchenpatronen, -advokaten und -vögten die Ausübung des Herbergsrechts. Ausgenommen blieben Herrscher, die Lehen an die Kirche vergeben hatten. Der Westfälische Friede bestätigte dieses Vorrecht.